# Alcis paucisignata
Alcis paucisignata är en fjärilsart som beskrevs av W. Warren 1899. Alcis paucisignata ingår i släktet Alcis och familjen mätare. Inga underarter finns listade i Catalogue of Life.